# Labeo fimbriatus
 Labeo fimbriatus és una espècie de peix cipriniforme de la família dels ciprínids.

## Morfologia
Els mascles poden assolir els 91 cm de longitud total.

## Distribució geogràfica
Es troba a Àsia: Pakistan, Índia, Nepal, Myanmar i Bangladesh.